# Pornography
(One Hundred Years, The Cure)
Pornography è il quarto album in studio del gruppo musicale britannico The Cure, pubblicato il 4 maggio 1982 dalla Fiction Records.
Preceduto dal singolo Charlotte Sometimes non incluso nel disco, Pornography fu il primo album della band registrato con un nuovo produttore, Phil Thornalley, e venne inciso nei RAK Studios da gennaio a aprile 1982. Le sessioni videro il gruppo sull'orlo del collasso, con abbondante uso di droghe, conflitti personali tra i membri della band, e con la depressione del leader Robert Smith ormai giunta a livelli preoccupanti. Pornography rappresenta la conclusione della prima fase dark dei Cure, iniziata con Seventeen Seconds nel 1980.
Dopo l'uscita dell'LP, il bassista Simon Gallup lasciò la band e i Cure si orientarono verso uno stile più solare e new wave orientata al pop. Anche se venne accolto abbastanza male dalla critica, Pornography si rivelò l'album di maggior successo dei Cure fino ad allora, raggiungendo l'ottava posizione in classifica in Gran Bretagna. Pornography viene oggi considerato un disco di capitale importanza nella carriera dei Cure, opera influente e pietra miliare nello sviluppo del genere gothic rock.

## Descrizione
(Lol Tolhurst)
L'album è stato pubblicato nel maggio 1982, ed è considerato il più dark tra gli album prodotti dal gruppo nonché una delle pietre miliari del genere dark/gothic stesso. Musica e testi non lasciano spazio all'allegria, ma sprofondano nella malinconia e nel nichilismo più assoluto. Ritmi incessanti e una scarna sezione ritmica, dove spesso trovano spazio solo il basso e la batteria a corredare la voce cupa di Robert Smith, ne fanno un album musicalmente pesante, segnato dalla rabbia e dal rifiuto della vita. L'abuso di alcool/droghe ha contribuito certamente al concepimento di quest'album, pieno di immagini di morte e decomposizione. Simbolico è il verso iniziale della prima canzone (One Hundred Years), che recita: «It Doesn't Matter If We All Die» ("Non importa se moriamo tutti"). È stato il primo album della band a raggiungere la Top 10 nel Regno Unito, entrando direttamente al numero 8.

### Titolo
Il titolo abbastanza controverso del disco (in italiano "pornografia") nacque senza alcun intento provocatorio, bensì da discussioni interne al gruppo sul vero significato della parola in questione:
(Robert Smith, da Ten Imaginary Years, di Barbarian, S. Sutherland, R. Smith, Zomba Books 1988, ISBN 0-946391-87-4)
L'ispirazione vera e propria venne però casualmente, quando la band si imbatté in televisione in un dibattito sulla pornografia al quale partecipava in qualità di ospite opinionista il comico Graham Chapman, celebre membro dei Monty Python, contrapposto alla femminista Germaine Greer. I Cure arrivarono anche ad inserire (opportunamente camuffato) un estratto di tale dibattito nella traccia finale dell'album.
La Polydor Records, casa discografica proprietaria della Fiction Records, etichetta con la quale venne pubblicato il disco, inizialmente espresse delle perplessità circa il titolo dell'album, perché lo ritenevano potenzialmente offensivo per il pubblico.

### Pubblicazione ed accoglienza
| Recensione       | Giudizio       |
| ---------------- | -------------- |
| AllMusic         | [ 7 ]          |
| Ondarock         | Pietra Miliare |
| Pitchfork        | [ 8 ]          |
| Rolling Stone    | [ 9 ]          |
| Sounds           | [ 10 ]         |
| Piero Scaruffi   | [ 11 ]         |
| Robert Christgau | C              |

Pornography venne pubblicato il 3 maggio 1982. L'album debuttò alla posizione numero 8 nella Official Albums Chart, restando in classifica per nove settimane. Il produttore Chris Parry decise che The Hanging Garden potesse essere l'unica traccia potenzialmente pubblicabile come singolo, e dopo qualche "aggiustamento" commerciale da parte di Thornally e Smith, essa venne pubblicata con il minimale titolo A Single su 45 giri il 12 luglio, raggiungendo la posizione numero 32 in Gran Bretagna.
Nonostante la buona performance commerciale, Pornography non venne ben accolto dalla maggior parte dei critici musicali alla sua uscita. Rolling Stone diede all'album una stelletta e mezzo su cinque, e il recensore J. D. Considine commentò così i testi dei Cure: "[sembrano] bloccati nel malessere terminale dell'esistenzialismo adolescenziale". Considine concluse aggiungendo: "Pornography viene fuori come l'equivalente sonoro di un brutto mal di denti. Non è il dolore che infastidisce, è l'ottusità persistente". Robert Christgau, recensendo il disco per The Village Voice, derise la "tetraggine" dei testi di Smith consigliandogli di divertirsi un po' di più. Dave Hill del NME si dichiarò perplesso nei confronti dell'opera: "I Cure hanno raccolto i sentimenti endemici più puri della loro età, e li hanno trasposti nella maniera più spiacevole possibile [...] Questo album ritrae e mette in mostra la futilità della vita e la cruda paura del nulla con pochissime distrazioni o abbellimenti, e con così poco senso di vergogna". Adam Sweeting su Melody Maker mostra un punto di vista simile, scrivendo: "È tutto una discesa, nell'oscurità sempre più totale... passando per archi di freddo marmo in attesa dell'appuntamento finale con il gelido comfort di una lastra tombale". Sounds scrisse che nonostante un "genuino talento ancora in essere", l'album "possiede una sonorità troppo satura per sorreggere le buone intenzioni di Smith [...] Robert Smith sembra chiuso in sé stesso, dentro un incubo a spirale che lascia i Cure a produrre una musica pomposa in sottofondo che risulta, alla fine, senza senso alcuno". Di contro, Trouser Press fu uno dei pochi giornali a lodare l'album con una recensione favorevole. Lo scrittore Ira Robbins osservò quanto "i Cure adottassero delle priorità che a prima vista sembrano in contrasto con i preconcetti di base del rock 'n' roll. Per loro i testi sono tutto. Gli strumenti musicali possono impostare la scena, ma raramente si allontanano dal semplice fatto di creare l'atmosfera". Infine, Robbins definisce Pornography "opera stimolante e senza compromessi".
Le recensioni retrospettive dell'album sono invece ampiamente favorevoli. Uncut definì il disco "un claustrofobico capolavoro del disgusto di se stessi".

## Tracce
- Tutte le canzoni sono state composte da Simon Gallup, Robert Smith e Laurence "Lol" Tolhurst.

Lato 1
1. One Hundred Years – 6:40
2. A Short Term Effect – 4:23
3. The Hanging Garden – 4:33
4. Siamese Twins – 5:30

Lato 2
1. The Figurehead – 6:15
2. A Strange Day – 5:04
3. Cold – 4:27
4. Pornography – 6:28

## Formazione
- Robert Smith - voce, chitarra, tastiere
- Simon Gallup - basso, tastiere
- Laurence Tolhurst - batteria, tastiere

## Deluxe Edition 2005
Il 25 aprile 2005 l'album è stato ristampato in versione rimasterizzata, con l'aggiunta di un CD bonus di demo, live e rarità. La tracklist del CD 2 è la seguente:
1. Break (group home instrumental demo 11/81 - previously unreleased song) - 2:11
2. Demise (Rhino Studio instrumental demo 12/81 - previously unreleased song) - 2:09
3. Temptation (Rhino Studio instrumental demo 12/81 - previously unreleased song) - 4:00
4. The Figurehead (Rhino Studio demo 12/81 - previously unreleased version) - 6:12
5. The Hanging Garden (Rhino Studio demo 12/81 - previously unreleased version) - 5:29
6. One Hundred Years (Rhino Studio demo 12/81 - previously unreleased version) - 7:00
7. Airlock: The Soundtrack (3/82 - previously unreleased) - 13:07
8. Cold (live in the Hammersmith Odeon 5/82 - previously unreleased version) - 3:54
9. A Strange Day (live in the Hammersmith Odeon 5/82 - previously unreleased version) - 4:05
10. Pornography (live in the Hammersmith Odeon 5/82 - previously unreleased version) - 5:55
11. All Mine (live in the Hammersmith Odeon 5/82 - previously available on 'Curiosity' mc 1984) - 2:54
12. A Short Term Effect (live in Brussels 6/82 - previously unreleased version) - 4:05
13. Siamese Twins (live in Brussels 6/82 - previously unreleased version) - 6:03
14. Temptation Two (a.k.a. LGTB) (RS studio demo 7/82 - previously unreleased song) - 3:57

Durata: 71:01

## Singoli
- The Hanging Garden (luglio 1982). B-side: One Hundred Years, Killing an Arab (live), A Forest (live)

## Classifiche
| Classifica (2021) | Posizione massima |
| ----------------- | ----------------- |
| Grecia            | 3                 |